# Amegilla vestitula
Amegilla vestitula är en biart som först beskrevs av Cockerell 1936.  Amegilla vestitula ingår i släktet Amegilla och familjen långtungebin. Inga underarter finns listade i Catalogue of Life.